# مطار تشودري تشاران سينغ
مطار تشودري تشاران سينغ (إياتا: LKO، إيكاو: VILK) هو مطار دولي يخدم مدينة لكناو في ولاية أتر برديش بالهند. وكان يُعرف المطار سابقاً باسم مطار أماوسي قبل إعادة تسميته على اسم تشودري تشاران سينغ، رئيس وزراء الهند الخامس.

## تاريخ
تم بناء المطار في عام 1986 لتسهيل تنقل المسافرين مع زيادة عدد الركاب والطلب على النقل الجوي، قررت الحكومة تحديث وتطوير المطار. في 17 يوليوز 2008، قامت حكومة الهند بتسمية المطار بإسمه الحالي تشودري تشاران سينغ الدولي، وهو اسم رئيس وزراء الهند الخامس. وقد بدأ المطار في تشغيل رحلات جوية تجارية دولية ابتداءاً من ماي 2012.
في 2 يونيو 2012، تم افتتاح محطة جوية جديدة في مطار تشودري تشاران سينغ وتم تجهيزها بآخر التكنولوجيا الحديثة في مجال الطيران، وبدأت هذه المحطة الجوية الجديدة في تشغيل رحلات الذهاب والوصول للرحلات الجوية التجارية الداخلية والدولية، وتتكون هذه المحطة الجوية الجديدة من ثلاثة مستويات، ويمكنها أن تستوعب حوالي 2000 مُسافر في وقت واحد.

## البنية التحتية
يتوفر مطار تشودري تشاران سينغ على تجهيزات ورادارات حديثة تسمح بهبوط وإقلاع الطائرات حتى في حالات الطقس الغير جيدة أو خلال كثرة الضباب، وهو واحد من المطارات القليلة في الهند الذي يحتوي على هذا النوع من الرادارات.

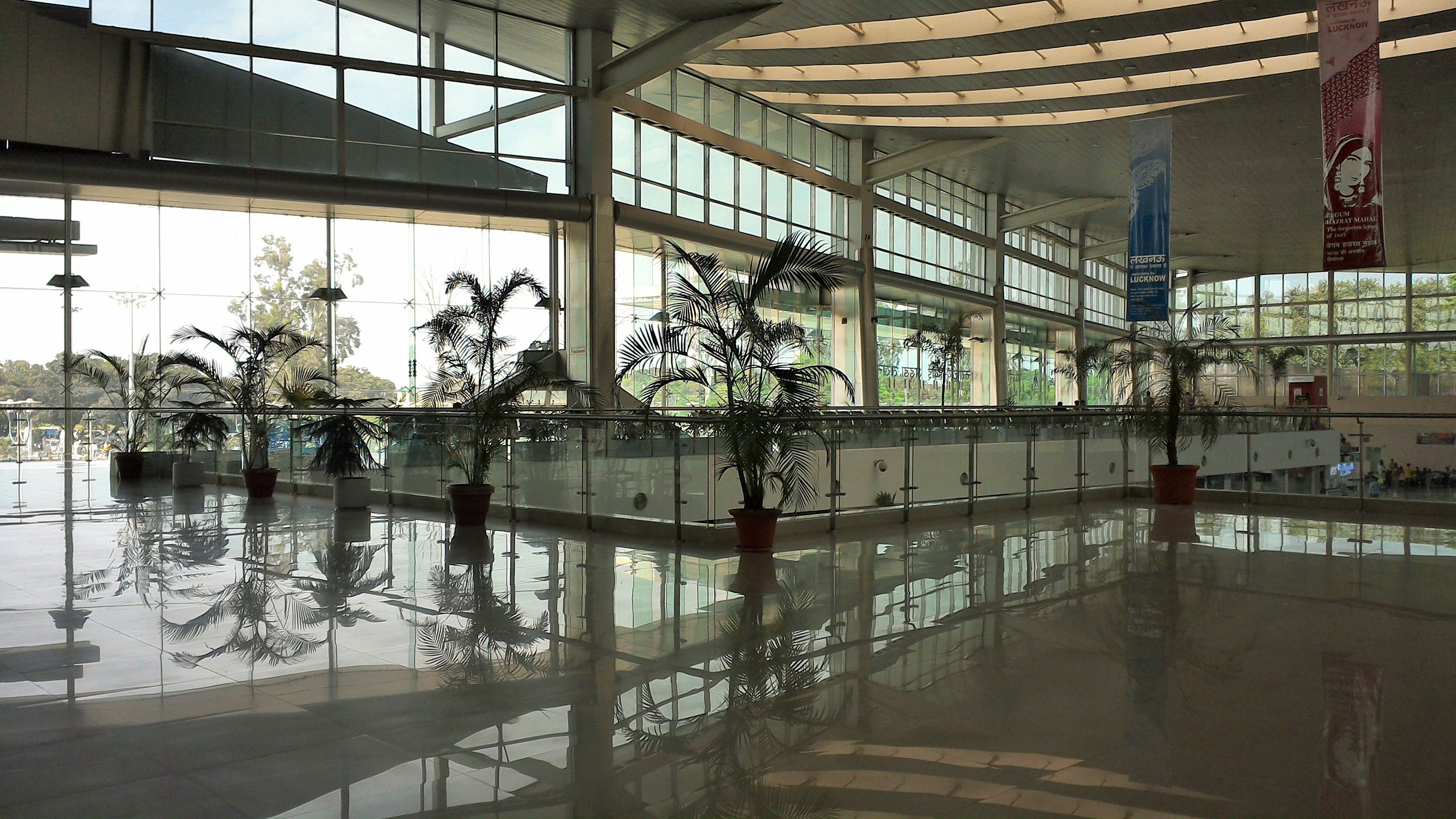
مطار تشودري تشاران سينغ

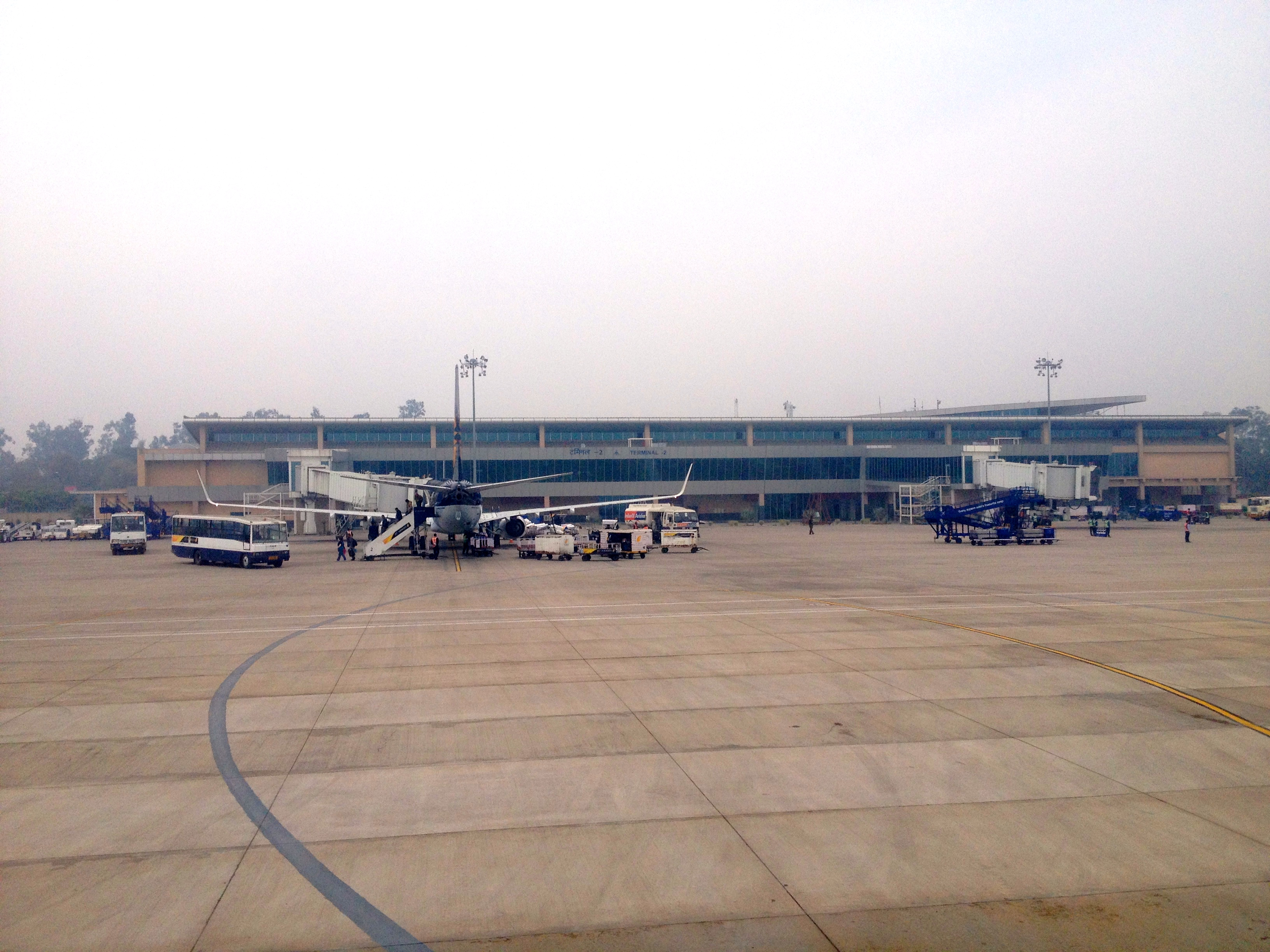
مطار تشودري تشاران سينغ

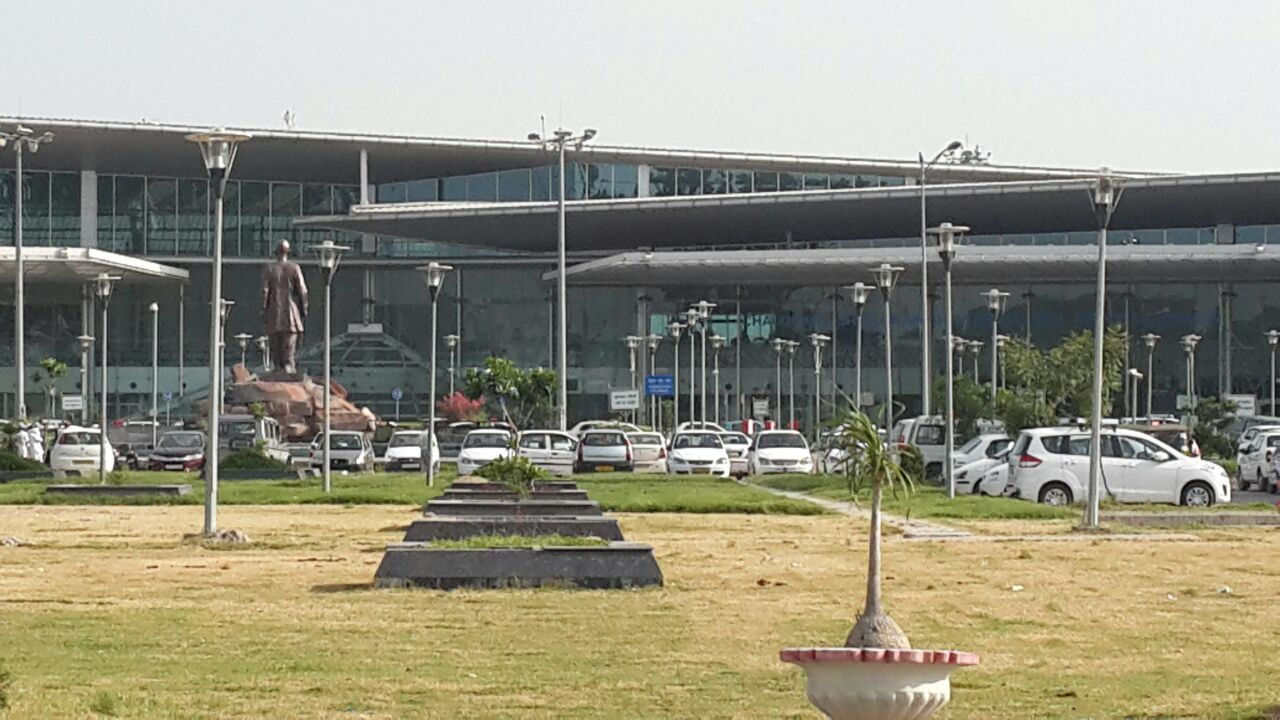
مطار تشودري تشاران سينغ

## المحطات الجوية
يتوفر المطار على ثلاثة محطات جوية، محطتين مشتغلتين، ومحطة جوية واحدة قيد البناء.

### المحطة الجوية 1
وهي المحطة الأصلية، المصممة لتكمل الهندسة المعمارية لمحطة شارباغ للسكك الحديدية، تستخدم الآن للرحلات الدولية بعد افتتاح المحطة الجوية 2. تتوفر هذه المحطة على بوابتين للوصول وثلاثة بوابات للمغادرة، بالإضافة إلى شبابيك لختم الجوازات.

### المحطة الجوية 2
وهي محطة جوية تم افتتاحها في عام 2012 من طرف وزير النقل الهندي أجيت سينغ، وهي خاصة فقط بالرحلات الجوية الداخلية، وتقوم هذه المحطة الجوية بتسيير العديد من الرحلات الجوية التجارية والتعامل مع عدد كبير من المسافرين كل عام. وبحلول عام 2017 ومع تزايد عدد الركاب، أصبح الضغط على المطار كبيرا جدا، مما جعل الحكومة الهندية تُقرر توسيع المطار لإستيعاب هذه الحركة المتزايدة وتقليل الضغط.

### المحطة الجوية 3
في 2 ماي 2018، أعلن سوريش برابهو، وزير الطيران المدني في الهند بأن المحطة الجوية الجديدة 3 ستكون لها القدرة على إستيعاب 24.6 مليون مسافر سنويًا.
في 25 فبراير 2019 ، مُنحت مجموعة أداني الإذن لمباشرة عمليات بناء وتوسيع المحطة الحالية والجديدة.

## الوصول للمطار
يرتبط مطار تشودري تشاران سينغ بمدينة لكناو عبر ميترو لكناو.

## شركات الطيران
| شركـات طيـران        | الوجهات |
| -------------------- | --- |
| طيران الهند          | مطار انديرا غاندي الدولي، مطار تشاتراباتي شيفاجي الدولي |
| طيران الهند إكسبريس  | مطار دبي الدولي |
| طيران أسيا الهند     | مطار كيمبيغودا الدولي، مطار انديرا غاندي الدولي، مطار تشاتراباتي شيفاجي الدولي، مطار بوني الدولي |
| Akasa Air            | مطار سردار فالابهبهاي باتل الدولي، مطار كيمبيغودا الدولي، Goa–Mopa، مطار تشاتراباتي شيفاجي الدولي |
| Alliance Air ‏        | Dehradun، مطار انديرا غاندي الدولي، Gorakhpur |
| فلاي دبي             | مطار دبي الدولي |
| طيران ناس            | مطار الملك فهد الدولي، مطار الملك خالد الدولي |
| خطوط إنديقو          | Agra، مطار سردار فالابهبهاي باتل الدولي، Amritsar، مطار كيمبيغودا الدولي، Chandigarh، مطار تشيناي الدولي، مطار الملك فهد الدولي، Dehradun، مطار انديرا غاندي الدولي، مطار دبي الدولي (resumes 11 July 2023)، مطار غوا الدولي، Guwahati، مطار راجيف غاندي الدولي، Indore، مطار جايبور الدولي، مطار كوتشين، مطار نيتاجي سوبهاس شاندرا بوس الدولي، مطار تشاتراباتي شيفاجي الدولي، مطار د. باباساحب أمبدكار الدولي، Pantnagar، Patna، Prayagraj، مطار بوني الدولي، Raipur، Ranchi، مطار الشارقة الدولي، Srinagar موسمي : مطار أبو ظبي الدولي (تستأنف في 12 يوليو 2023) |
| طيران السلام         | مطار مسقط الدولي |
| الخطوط السعودية      | مطار الملك عبد العزيز الدولي، مطار الملك خالد الدولي |
| طيران آسيا (تايلاند) | مطار دون موينغ |
| فيستارا              | مطار انديرا غاندي الدولي |

## الجوائز
حصل المطار على جائزة أفضل مطار هندي في يوليوز 2013.